# 김하람 (작가)
김하람은 대한민국의 텔레비전 드라마 작가이다. 

## 주요 작품
- 2022년 MBC 금토 미니시리즈 《빅마우스》 ... 집필